# Australien-Schleiereule
Die Australien-Schleiereule (Tyto delicatula), auch Australische Schleiereule genannt, ist eine Art aus der Gattung der Schleiereulen. Sie kommt in vier Unterarten in Australien und auf angrenzenden Inseln vor. Sie galt lange als eine Unterart der Schleiereule, wird aber in jüngerer Literatur als eigenständige Art angesehen.

## Merkmale
Die Australische Schleiereule ist eine sehr kurzschwänzige, langflügelige und blasse Schleiereulenart. Sie erreicht eine Körperlänge von 30 bis 36 Zentimetern und wiegt zwischen 230 und 470 Gramm. Die Körperoberseite ist gräulich; braune Flecken fehlen. Auf den Brustseiten finden sich feine schwarze Punkte. Der Gesichtsschleier und die Körperunterseite sind reinweiß.

## Verbreitung und Lebensraum
Neben Australien besiedelt die Australien-Schleiereule Tasmanien, Sumba, Sawu, Roti, Timor, Jaco, Wetar, Kisar, Tanimbar, Nissan, Buka, die Salomoneninseln, Neukaledonien, Tonga, Fidschi, Samoa und den Osten von Papua-Neuguinea. Auf Neuseeland ist die Art eingeführt worden.
Die Australien-Schleiereule ist eine sehr anpassungsfähige Art und besiedelt sehr unterschiedliche Lebensräume. Dazu zählen offene Wälder, Farmland, Strauchsteppen, Grasland, Felsengebiete und Halbwüsten. Sie hat sich auch menschlichen Siedlungsraum erschlossen und kommt auch in Städten und Dörfern vor.

## Lebensweise
Die Australien-Schleiereule ist eine nachtaktive Eule, die in Baumhöhlen, im dichten Blattwerk oder in Felsspalten o. ä. übertagt. Sie nutzt die Ansitzjagd oder Pirschflüge, um ihre Beute zu fangen. Das Nahrungsspektrum besteht überwiegend aus Mäusen, kleinen Rattenarten und Wühlmäusen, Fledermäusen, kleinen Beutelsäugern, Eidechsen, Fröschen und Kleingeflügel. Daneben spielen auch Insekten und Spinnen eine Rolle. Größere Nachtfalter werden auch im Flug gefangen.

## Unterarten
Die folgenden Unterarten werden zur Australien-Schleiereule gerechnet:
| Unterart                                                        | Verbreitungsgebiet                                       | Unterscheidungsmerkmale der einzelnen Unterarten                                                   |
| --------------------------------------------------------------- | -------------------------------------------------------- | -------------------------------------------------------------------------------------------------- |
| Tyto delicatula delicatula (Gould, 1837)                        | Australischer Kontinent und angrenzende Inseln           | siehe Beschreibung oben                                                                            |
| Neuguinea-Schleiereule T. d. meeki (Rothschild & Hartert, 1907) | vor allem der nördliche und westliche Teil von Neuguinea | Sie ist unterseits weiß bis silberweiß, das Obergefieder und der Schwanz sind ebenfalls sehr hell. |
| Sumba-Schleiereule T. d. sumbaensis (Hartert, 1897)             | Insel Sumba                                              | Unterart ist unterseits weiß und besitzt charakteristische blasse, fast weiße Schwanzfedern.       |
| Santa Cruz-Schleiereule T. d. interposita Mayr, 1935            | Santa Cruz Inseln, Banks Inseln und Vanuatu              | Die Körperunterseite ist ocker- bis orangefarben überwaschen.                                      |

## Belege

### Einzelbelege
1. ↑  König et al., S. 209